# Macrostomus xavieri
Macrostomus xavieri es una especie de insectos dípteros perteneciente a la familia de los empídidos. Fue descrita por primera vez por José A. Rafael y Jeffrey M. Cumming en 2015.